# Vital Komenan Yao
Vital Komenan Yao (* 1938; † 23. September 2006 in Abidjan) war Erzbischof von Bouaké.

## Leben
Vital Komenan Yao empfing am 19. Dezember 1964 die Priesterweihe für das Bistum Bouaké.
Papst Paul VI. ernannte ihn am 17. Mai 1973 zum Bischof von Bouaké. Die Bischofsweihe spendete ihm am 29. Juli desselben Jahres sein Amtsvorgänger André-Pierre Duirat. Mitkonsekratoren waren Auguste Nobou, Bischof von Korhogo, und Laurent Yapi, Weihbischof im Erzbistum Abidjan. Mit der Erhebung der Diözese Bouaké zum Erzbistum am 19. Dezember 1994 wurde er deren erster Erzbischof.
Vital Komenan Yao starb 2006 in der Poliklinik Sainte Anne Marie in Abidjan. An seiner Beisetzung nahm unter anderem der ivorische Premierminister Charles Konan Banny teil.